# Sant Miquel de Llavorre
Sant Miquel de Llavorre és l'església parroquial del poble de Llavorre, en el terme municipal de la Guingueta d'Àneu, a la comarca del Pallars Sobirà. Pertany al territori de l'antic terme d'Unarre. Està situada en el sector meridional del petit nucli del poble de Llavorre.

## Descripció
Senzilla església d'una sola nau flanquejada per capelles, amb capçalera rectangular al nord i porta amb arc de mig punt a la façana meridional, sobre la qual s'obre un petit nínxol a la clau de l'arc. Per damunt apareix un òcul. La façana està situada a la paret mestre perpendicular al cavall que suporta la coberta de llicorella a dues aigües. A la dreta de la façana s'aixeca una massissa torre campanar rematada per un xapitell de llicorella.